# ويليام جيبس (سياسي)
ويليام جيبس (بالإنجليزية: William Gibbs)‏ هو سياسي نيوزلندي، ولد في 1817، وتوفي في 1897. انتخب عضو مجلس النواب نيوزيلندا.